# Stationary Traveller
Stationary Traveller is een studioalbum van de Britse muziekgroep Camel.

## Geschiedenis
Na het muziekalbum The Single Factor dat voornamelijk met studiomuzikanten werd opgenomen en de bijbehorende tournee, belandde Camel op een dieptepunt. Leider Andrew Latimer had nog hoop dat de originele drummer Andy Ward zou herstellen, maar dat zou uiteindelijk veel langer duren dan gedacht. Latimer stond er alleen voor. Bovendien kreeg hij te maken met claims uit het verleden, die hem jarenlang zouden bezighouden. Betere tijdingen kwamen van het muzikale front, Decca Records was overgenomen door Polydor Records en er waaide een frisse wind door het bedrijf. Voorts maakte Latimer kennis met Ton Scherpenzeel, frontman van Kayak. De twee zouden samenwerken op het nieuwe album Stationary Traveller en de bijbehorende tournee, die hen ook weer naar Nederland zou brengen, onder meer in Haarlem.
Het album werd opgenomen in de Riverside Studio in Londen in een weer bijna geheel nieuwe samenstelling. Ten tijde van de uitgave in april 1984 was het cd-tijdperk al onderweg, toch zou het vier maanden duren voordat het album op dat medium beschikbaar was. Het verscheen uiteindelijk bij Metronome onder nummer 821620-2. Dat was de “kale” versie; in 2004 volgde een versie, die begint In the Arms of Waltzing Frauleins en eindigt met een lange uitvoering van Pressure Points. In 2009 volgde een versie met het originele begin en In the Arms en de lange versie van Pressure Points als bonus.

## Muziek
Het muziekalbum is een conceptalbum over ellende van de Berlijnse Muur, die toen nog fier overeind stond. Het album behandelt vluchtelingen, maar ook de binnenlandse spionnen van de Stasi. Het album is relatief somber van klank. Susan Hoover, de levenspartner van Latimer verzorgde de teksten. Het album valt eigenlijk in twee delen uiteen; Latimer was kennelijk zelf al begonnen met de hulp van Bendall voordat Scherpenzeel instapte. Pressure Points is geheel volgespeeld door alleen Latimer en Bendall, ook Missing werd alleen door die twee opgenomen. Weer terug op het Camelnest is Mel Collins; ooit eens vast bandlid, speelde hij hier mee op Fingertips en ging ook weer mee op tournee. Op het album speelde Bendall ook de destijds vrij nieuwe Fairlight CMI-synthesizer, deze moest toen nog van Kate Bush geleend worden.
Stationary Traveller in de definitieve versie van 2009, maar ook in de versie van 2004, is een album dat een beetje te lijden heeft van de bonustracks. Het slot is duidelijk Long Goodbyes met een lang instrumentaal outro. De laatste track op beide versies is de lange uitvoering van Pressure Point, hetgeen duidelijk een ouverture is voor het gehele album; het bevat muzikale variaties van vervolgnummers. De cd’s vermeldden dat de 6 minuten lange versie “extended” is, maar dat is niet juist. De lange versie is het origineel, dat moest worden ingekort vanwege de speelduur van één kant van een elpee. Die lange versie had dus eenvoudigweg al op de eerste cd-versie als begin kunnen dienen.

## Musici
- Ton Scherpenzeel – orgel, synthesizer, piano, toetsinstrumenten, mellophonium, accordeon, zang
- David Paton – basgitaar, zang
- Andrew Latimer – dwarsfluit, gitaar, zang
- Paul Burgess – slagwerk, percussie
- Mel Collins – saxofoon
- Chris Rainbow – zang

## Composities
Allen van Latimer, behalve waar aangegeven :
1. "Pressure Points (instrumentaal)" – 2:10
2. "Refugee" – 3:47
3. "Vopos" – 5:32
4. "Cloak and Dagger Man" – 3:55
5. "Stationary Traveller (instrumentaal)" – 5:34
6. "West Berlin" – 5:10
7. "Fingertips" – 4:29
8. "Missing (instrumentaal)" – 4:22
9. "After Words (instrumentaal)" (Ton Scherpenzeel, Latimer) – 2:01
10. "Long Goodbyes" – 5:14
11. In the Arms of Waltzing Frauleins
12. Pressure Points – 6:12